# Campo San Basegio
Le Campo San Basegio est une place (campo) de Venise, située dans le sestiere de Dorsoduro, entre l'extrémité ouest des quais fondamenta delle Zattere et le Campo San Sebastian.

## Architecture

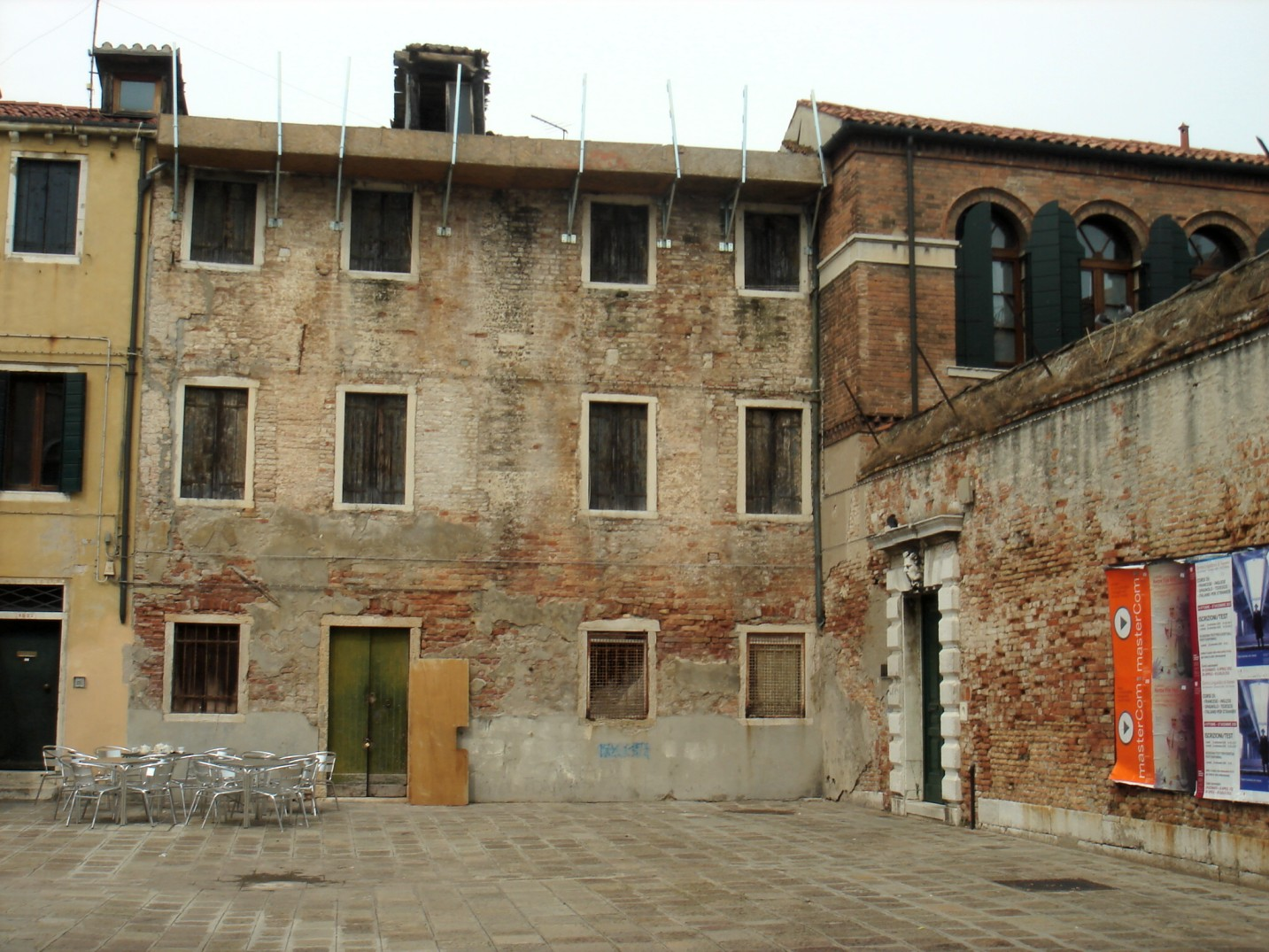
Le coin nord-est du Campo San Basegio

Le Campo San Basegio doit son nom au fait que, dans les temps anciens se dressait ici l'église de San Basegio, qui a été démolie en 1824.
Sur le côté sud, se trouve le grand Palais Molin a San Basegio, avec sa façade arrière du XVIe siècle.
Sur le côté nord, où commence la fondamenta San Basegio, ce qui conduit à l'église San Sebastiano, il y a quelques vieux bâtiments de trois étages.
Enfin, le côté est est occupé par un haut mur avec un portail entouré d'une corniche en bossage, entourant une cour, endroit où il y avait la Scuola degli Acquaroli, une confrérie chargée de l'approvisionnement en eau potable, dont ce mur est le seul vestige.